# جيردا جريب
جيردا يوهان هيلاند جريب (26 مايو 1907 - 29 أغسطس 1940) مترجمة وصحافية واشتراكية نرويجية. كانت ابنة الرئيس السابق لحزب العمال النرويجي كيري جريب والصحفية راشيل جريب.
كانت متزوجة من الخزاف الإيطالي السويسري ماريو ماسكارين (1901-1666). كان لديهم ابن أولاف كيرى (بينغ) جريب وابنة سولفيج ماري ألكسندرا «ساشا» جريب. سميت الابنة على اسم صديقة العائلة الكسندرا كولونتاي.

## الحرب الأهلية الإسبانية
غطت جريب الحرب الأهلية الإسبانية كمراسلة لصحيفة حزب العمال من عام 1936. وصلت إلى برشلونة في أكتوبر 1936، كأول مراسلة من الدول الاسكندنافية. سافرت إلى مدريد، حيث تعرضت لهجمات بالقنابل على المدينة. مع لودفيج رين، قادت السيارة إلى جبهة توليدو. ورافقها صديقها أندريه مالرو أثناء أسفارها. أثناء وجودها في إسبانيا، عملت جريب كمترجم فوري للنرويجيين الآخرين.
تعاطف كل من جريب والمراسلين النرويجيين الآخرين في إسبانيا، مثل نوردال جريج ونيني جليديتش، مع قضية الجمهوريين في الحرب. ساعد غليديتش وجريب في تنظيم جهود مساعدات واسعة النطاق لإسبانيا، تتمحور حول الحركة العمالية النرويجية.
وفقًا للبروفيسور رون أوتسن، تم تمييز جريب وبيرجيت نيسن بـ «أقلام حادة ضد الفاشية المتنامية».
في يناير وفبراير 1937 زارت مالقة مع الصحفي المجري ومراسل الصحيفة اليومية البريطانية نيوز كرونيكل، آرثر كويستلر.لجأت هي وكويستلر مع السير بيتر تشالمرز ميتشل غريب الأطوار البالغ من العمر 72 عامًا، والذي مكث في مالقة «لحماية منزله وخدمه» بينما فر مواطنوه إلى جبل طارق.خلال معركة مالقة، نجت بصعوبة من القوات القومية المهاجمة.غادرت جريب مالقة في 6 فبراير، بينما كان كويستلر لا يزال في المدينة. في 7 فبراير احتلت القوات الإيطالية المدينة. ألقي القبض على كويستلر، وحُكم عليه بالإعدام كجاسوس، ووضع في زنزانة الموت في إشبيلية. ومع ذلك، وبعد ضغوط دولية كبيرة، تم الإفراج عنه من الحجز. في مايو 1937 قضت جريب عدة أسابيع في إقليم الباسك. زارت الخط الدفاعي لجيش الباسك الجمهوري المسمى الحزام الحديدي، وخاضت معركة بلباو. كثيرا ما وجدت جريب نفسها في مواقف خطيرة أثناء وجودها في إسبانيا. خلال فترة وجودها في إسبانيا، كانت جريب تعاني من مرض السل. في النهاية، اضطرت بسبب حالتها الصحية إلى مغادرة منطقة الحرب والعودة إلى النرويج.

## وفاتها
توفيت جيردا جريب بمرض السل في النرويج التي تحتلها ألمانيا في 29 أغسطس 1940، عن عمر يناهز 33 عامًا. تم دفنها في أوسلو. منذ ذلك الحين تم نسيان عمل جريب إلى حد كبير، وبدلاً من ذلك يُنظر إلى زميلتها الصحفية ليز ليندبيك على أنها أول مراسلة حربية نرويجية.